# International Rally Challenge in 2006
De International Rally Challenge in 2006 was de eerste jaargang van de Intercontinental Rally Challenge.  